# Gérard Loussine
Gérard Loussine est un acteur, chanteur et compositeur français né le 29 février 1956 à Paris.

## Biographie
Gérard Loussine, de son vrai nom Gérard Khidichian, commence sa carrière en 1972 au théâtre. Grâce à un timbre de voix caractéristique, il réalise de très nombreuses publicités pour la radio. Guitariste de formation, il compose et enregistre également des chansons avec Jean-Jacques Giraud.
Au théâtre, il joue sous la direction de Robert Dhéry dans Le Petit-fils du Cheik, Monsieur Chasse, Vive Offenbach à l'Opéra Comique et En sourdine les sardines aux Bouffes-Parisiens.
Avec Stéphan Meldegg , il apparaît dans L'Ampoule magique de Woody Allen au théâtre La Bruyère ; avec Gérard Caillaud, il participe  à de nombreuses pièces parmi lesquelles La Reine de la nuit avec Tsilla Chelton et Le Chant du bouc de Christian Giudicelli ou encore La Première Tête d'Antoine Rault.
Il travaille également avec Jean Le Poulain, Bernard Murat, Philippe Bruneau.
Avec Marc Fayet et José Paul, il monte et joue Un petit jeu sans conséquence, Jacques a dit de Marc Fayet, L'Un dans l'autre de Marc Fayet, Il est passé par ici de Marc Fayet, Le Gai mariage de Gérard Bitton et Michel Munz.
Il a, à partir du 5 mars 2020, participé à l'émission Les Grosses Têtes présentée par Laurent Ruquier, sur RTL.
En juin 2024, il sort son premier album Loussine In the sky with....

## Théâtre
- 1975 : Le Bourgeois gentilhomme de Molière, mise en scène Jean Le Poulain, théâtre Mogador
- 1976 : La Reine de la nuit de Christian Giudicelli, mise en scène Gérard Caillaud, théâtre de Plaisance
- 1977 : Le Petit-Fils du Cheik de et mise en scène Robert Dhéry et Colette Brosset, théâtre des Bouffes-Parisiens
- 1978 : Monsieur chasse de Georges Feydeau, mise en scène Robert Dhéry, théâtre de l'Atelier
- 1979 : Vive Offenbach, mise en scène Robert Dhéry, Opéra-Comique
- 1980 : Elle voit des nains partout de Philippe Bruneau, théâtre de la Gaîté-Montparnasse
- 1982 : En sourdine... les sardines ! de Michael Frayn, mise en scène Robert Dhéry, théâtre des Bouffes-Parisiens
- 1989 : La Première Tête d'Antoine Rault, mise en scène Gérard Caillaud, Comédie de Paris
- 1994 : L'Ampoule magique de Woody Allen, mise en scène Stéphan Meldegg, théâtre La Bruyère
- 1996 : Drôle de couple de Neil Simon, mise en scène Bernard Murat
- 2002 : Un petit jeu sans conséquence de Jean Dell et Gérald Sibleyras, mise en scène Stéphane Hillel, théâtre La Bruyère
- 2004 : Jacques a dit de Marc Fayet, mise en scène José Paul et Agnès Boury, Petit Théâtre de Paris
- 2008 : La Véranda de Cyril Gély et Éric Rouquette, mise en scène Francis Perrin, théâtre La Bruyère
- 2009 : Il est passé par ici.. de Marc Fayet, mise en scène José Paul, théâtre de Paris
- 2010-2012 : Le Gai mariage de Gérard Bitton et Michel Munz, mise en scène José Paul et Agnès Boury], théâtre des Nouveautés puis  tournée
- 2013 : Hier est un autre jour ! de Sylvain Meyniac et Jean-François Cros, mise en scène Éric Civanyan, théâtre des Bouffes-Parisiens
- 2014 : Un singe en hiver d'après Antoine Blondin et Michel Audiard, adaptation Stéphan Wojtowicz, mise en scène Stéphane Hillel, théâtre de Paris
- 2014 : Des gens intelligents de Marc Fayet, mise en scène José Paul, théâtre de Paris
- 2019-2020 : 2 euros 20 de Marc Fayet, mise en scène José Paul, théâtre Actuel festival Off d'Avignon puis théâtre Rive gauche

## Filmographie

### Cinéma
- 1975 : Soldat Duroc, ça va être ta fête de Michel Gérard
- 1977 : Dernière sortie avant Roissy de Bernard Paul
- 1979 : La Gueule de l'autre de Pierre Tchernia : le technicien de casting de l'émission Les Apôtres
- 1980 : Girls de Just Jaeckin : Louis
- 1981 : Les Surdoués de la première compagnie de Michel Gérard : Pascal, un bidasse
- 1981 : Signé Furax de Marc Simenon : Jacques, un agent de la DDT
- 1981 : Le Choix des armes d'Alain Corneau
- 1982 : Qu'est-ce qui fait craquer les filles... de Michel Vocoret
- 1982 : On s'en fout, nous on s'aime de Michel Gérard :  L'ambulancier
- 1984 : Polar de Jacques Bral : César
- 1984 : Pinot simple flic de Gérard Jugnot : Blanchard
- 1995 : Le Homard, court métrage d'Artus de Penguern : Lucien
- 1998 : Bingo ! de Maurice Illouz : Henri Pasquier
- 1998 : J'aimerais pas crever un dimanche de Didier Le Pêcheur : Abel
- 2005 : Ma vie en l'air de Rémi Bezançon : le père de Charlotte
- 2006 : Poltergay d'Éric Lavaine : le flic no 1
- 2008 : Home Sweet Home de Didier Le Pêcheur : Gassier
- 2009 : Incognito d'Éric Lavaine : Jean-Paul Pasquier
- 2010 : Protéger et servir d'Éric Lavaine : Guy Pasquier

### Télévision

#### Téléfilms
- 1976 : Au théâtre ce soir : Seul le poisson rouge est au courant de Jean Barbier et Dominique Nohain, mise en scène Dominique Nohain, réalisation Pierre Sabbagh, théâtre Édouard-VII
- 1982 : Un fait d'hiver de Jean Chapot : Dick
- 1982 : Le Voyageur imprudent de Pierre Tchernia
- 1984 : La raison perdue de Michel Favart
- 1984 : Lucienne et le Boucher de Pierre Tchernia
- 1989 : Lundi noir de Jean-François Delassus
- 1991 : Pas une seconde à perdre de Jean-Claude Sussfeld
- 1995 : V'la l'cinéma ou le roman de Charles Pathé de Jacques Rouffio
- 1998 : Chez ma tante de Daniel Ravoux
- 2001 : La Peur au ventre de Didier Le Pêcheur
- 2007 : Les Cerfs-volants de Jérôme Cornuau
- 2010 : Les Diamants de la victoire de Vincent Monnet
- 2010 : Au bas de l'échelle d'Arnault Mercadier

#### Séries télévisées
- 1978 : Messieurs les jurés (1 épisode)
- 1980 : Kick, Raoul, la Moto, les Jeunes et les Autres de Marc Simenon : Lucien
- 1984 : Marie Pervenche, épisode Tirez les premiers, messieurs les Martiens de Claude Boissol
- 1986 : Espionne et tais-toi de Claude Boissol : Georges
- 1987 : Les Cinq Dernières Minutes, épisode L'Amiral aux pieds nus de Pierre Desfons : Fougerolle
- 1988 : Les Amies de Miami : Victor
- 1988 : Les Cinq Dernières Minutes, épisode  Un modèle de genre de Gilles Combet
- 1988 : Les Enquêtes du commissaire Maigret, épisode Le Chien jaune de Pierre Bureau
- 1989 : Imogène (1 épisode)
- 1990 : Edouard et ses filles (Blaise)
- 2000 : Mathieu Corot : Théo  (2 épisodes)
- 2000 : L'Instit, épisode Ting-Ting (6.2) de Pascale Dallet :  Labro
- 2001 : H (2 épisodes)
- 2005 : Les Enquêtes d'Éloïse Rome (2 épisodes)
- 2005 : Avocats et Associés (1 épisode)
- 2006 : Sœur Thérèse.com : Gilberto De Souza (1 épisode)
- 2007 : Les Bleus : Premiers pas dans la police  (1 épisode)
- 2010 : La Commanderie de Didier Le Pêcheur
- 2013 : Maison close (saison 2)
- 2013 : Candice Renoir, épisode 4 de Christophe Douchand et Nicolas Picard-Dreyfuss
- 2017 : Commissaire Magellan, épisode Saignac Circus
- 2017 : Crimes parfaits, épisodes Aux abois et Mise en scène
- 2023 : Scènes de ménages : Claude, un voisin de Raymond

### Doublage
Films
- 1984 : Attention les dégâts ! : Vinicio le chauffeur (Athayde Arcoverde)
- 1988 : Nicky et Gino : Larry Higgins (Todd Graff)
- 1993 : Stalingrad : Caporal-chef Fritz Reiser (Dominique Horwitz)
- 1997 : Austin Powers : Dr Denfer (Mike Myers)

Films d'animation
- 1992 : Tom et Jerry, le film : Tom
- 1998 : Le Monde magique de la Belle et la Bête : La Plume

Séries d'animation
- 1990 : Sharky et Georges : Georges
- 1993 : Orson et Olivia : La Pustule
- 1998 : Bob Morane : Roman Orgonetz
- 1999 : Inspecteur Mouse
- 1999 : Les Enquêtes de Geleuil et Lebon : Tous les personnages

Jeux vidéo
- 1996 : Marine Malice 2 : Le Mystère de l'école hantée
- 1996 : Rayman Junior : le Magicien
- 1997 : La Panthère rose : Passeport pour le danger : Gros Nez / voix additionnelles
- 1998 : Passeport
- 1999 : Rayman Maternelle : le Magicien
- 1999 : Rayman CP : le Magicien
- 2000 : Les cochons de guerre : voix multiples
- 2005 : Psychonauts : le Dalmatien / le Soldat / le Danseur

Publicités
- Smacks de Kellogg's : la grenouille Smacks

## Musique

### Album Studio
- 2024 : In the Sky With

Source : Encyclopédique et Bide et Musique.

### Chanteur-compositeur
- 1978 : Noé de son arche et Le Plus Fort, interprétés par Giraud et Loussine - RCA, 45 tours
- 1979 : Mieux vaut ses cils que ses seins - 45 tours
- 1980 : Les Regrets et Le Twist des balayeurs, interprétés par Giraud et Loussine - RCA, 45 tours
- 1983 : Sacré Dollar - 45 tours

### Compositeur
- 1981 : musique du film Signé Furax, composée avec Jean-Jacques Giraud)
- 1985 : musique du générique de la série télévisée Espionne et tais-toi, composée avec Georges Bodossian, Jean-Jacques Giraud, Gérard Cohen) - Disques Carrère, 45 tours